# Кэт Далия
Катриана Сандра Хьюджет (англ. Katriana Sandra Huguet; род. 29 июля 1990), наиболее известная под псевдонимом Кэт Далия (а ранее Кэт Хью) — американская певица из Майами, штата Флорида. Также является автором-исполнителем и рэпером, известным своей «острой лирикой» и «уникальным агрессивным потоком». В марте 2013 года она выпустила свой дебютный сингл «Gangsta», получивший положительные отзывы. В январе 2015 года Кэт выпустила свой дебютный альбом My Garden, вышедший на лейблах Vested in Culture и Epic Records, с которыми она подписала контракт ещё в 2012 году. В 2013 году Далия заняла восьмое место в списке «Next Big Sound» от Billboard.

## Ранняя жизнь
Родилась под именем Катриана Сандра Хьюджет 29 июля 1990 года, в семье кубинского происхождения в Майами-Бич, в штате Флорида. Начала читать рэп в возрасте 8 лет, а в возрасте 15 лет начала с помощью риппинга выкладывать свои композиции на YouTube. В возрасте 18 лет, после работы официанткой, Далия решила перебраться в Нью-Йорк. После этого она начала писать свои композиции. Взяла себе псевдоним Кэт Далия по настоянию продюсера.

## Музыкальная карьера
После того как Далия самостоятельно выпустила свой мини-альбом (EP) и музыкальное видео, на неё обратила внимание представитель лейбла A & R, Аманда Беркрвиц, которая в свою очередь познакомила её с продюсером Сильвией Роун. В 2012 году, описав Далию как «больше, чем просто поп-исполнитель», Роун помогла Кэт заключить контракт с лейблами Vested in Culture (VIC) и Epic Records. Дебютный полноформатный альбом первоначально планировался к выходу в 2014 году.
Первым синглом и музыкальным видео, выпущенном на VIC стала песня «Gangsta», которую на MTV назвали «ожесточённым рэпом». Видео на песню, снятое в Майами, отображает трудности певицы, связанные с её прежней жизнью. Режиссёром видеоклипа выступила Саманта Лекка, премьера состоялась 5 марта 2013 года на Vevo В то же время Кэт была номинирована на премию BET в номинации «Music Matters artist». 24 сентября 2014 года песня «Gangsta» прозвучала на премьере 16 сезона сериала «Закон и порядок: Специальный корпус» (серия «Исчезновение девушек»).
5 марта 2013 года Далия выпустила три сингла в цифровом формате: «Gangsta», «Money Party» и «Mirror». 17 декабря того же года она выпустила песню «Crazy», доступную для бесплатного скачивания. 15 января 2015 года вышел полноформатный альбом My Garden. Он занял 54 место в Billboard 200 и получил положительные отзывы музыкальных критиков. На Metacritic альбом получил 63 балла из 100.
9 мая 2016 года Кэт Далия на SoundCloud выложила свой третий мини-альбом 20s, 50s, 100s, содержащий такие песни как, «Run It Up», «Voices in My Head» и «Lion».
21 июля 2017 года Кэт выпустила новый сингл «Body and Soul», выложила его на все потоковые платформы и выпустила текстовое видео к нему на YouTube VEVO.

## Влияние
Музыкальный стиль Далии критики сравнивают с «острым лезвием», а тексты песен характеризуют как «агрессивный поток».
Среди повлиявших на неё исполнителей Кэт называет Би Би Кинга, Майлза Дэвиса, Led Zeppelin, The Doors, Боба Марли, Фрэнка Синатру и Селию Крус. Однако в одном из интервью Кэт отметила, что наибольшее влияние на её стиль оказал регги-исполнитель Боб Марли.

## Дискография

### Студийные альбомы
| Название                     | История релиза                                                                                           | Высшая позиция в чартах |
| Название                     | История релиза                                                                                           | US                      |
| ---------------------------- | --- | ----------------------- |
| My Garden                    | - Дата релиза: 13 января 2015 - Лейбл: Vested in Culture, Epic Records - Формат: CD, Цифровое скачивание | 54                      |
| Naked Lady and a White Horse | - Дата релиза: Июль 2017 - Лейбл: Epic Records - Формат: CD, Цифровое скачивание                         | -                       |

### Мини-альбомы
| Название                                 | История релиза                                                                               |
| ---------------------------------------- | -------------------------------------------------------------------------------------------- |
| Shades of Gray (под псевдонимом Кэт Хью) | - Выпущен: 29 февраля 2012 - Лейбл: No Days Off Entertainment - Формат: Цифровая дистрибуция |
| 20s, 50s, 100s                           | - Выпущен: 9 мая 2016 - Лейбл: Самиздат - Формат: Бесплатное скачивание                      |

### Микстейпы
| Название | История релиза                                                             |
| -------- | -------------------------------------------------------------------------- |
| Seeds    | - Выпущен: 21 ноября 2013 - Лейбл: Самиздат - Формат: Цифровая дистрибуция |

### Синглы
| «Gangsta»                                                                               | 2013 | 112 | 48 | —  | —  | 25 | 13 | 13 |  | My Garden                    |
| «Crazy»                                                                                 | 2014 | —   | —  | 45 | 40 | 26 | —  | —  |  | My Garden                    |
| «Money Party» (при участии Polly A.)                                                    | 2014 | —   | —  | —  | —  | —  | —  | —  |  | Неальбомный сингл            |
| «I Think I’m in Love»                                                                   | 2015 | —   | —  | —  | —  | —  | —  | —  |  | My Garden                    |
| «Friday Night Majic»                                                                    | 2017 | —   | —  | —  | —  | —  | —  | —  |  | Naked Lady and a White Horse |
| «Sirens»                                                                                | 2017 | —   | —  | —  | —  | —  | —  | —  |  | Naked Lady and a White Horse |
| «Manipulator»                                                                           | 2017 | —   | —  | —  | —  | —  | —  | —  |  | Naked Lady and a White Horse |
| «Body and Soul»                                                                         | 2017 | —   | —  | —  | —  | —  | —  | —  |  | Naked Lady and a White Horse |
| «—» означает, что релиз не попал в чарты или не был выпущен на определённой территории. |      |     |    |    |    |    |    |    |  |                              |

### Появление в качестве приглашённого исполнителя
| Название             | Год  | Альбом                            | Исполнитель (и)                            |
| -------------------- | ---- | --------------------------------- | ------------------------------------------ |
| «Lluvia Negra»       | 2012 | Puro                              | Heny Puro                                  |
| «Helen Keller»       | 2013 | Suffering from Success            | DJ Khaled                                  |
| «Ain’t Seen A Thing» | 2014 | Hardships and Humiliation         | Decon Chrome                               |
| «Mash It Up»         | 2015 | Black Lion Reggae Invasion Vol. 1 | Black Lion, The Wizard, Nyanda, The Kemist |
| «Warning»            | 2017 | Plata O Plomo                     | Fat Joe, Remy Ma                           |

## Музыкальные видео
| Песня                 | Год  | Режиссёр         |
| --------------------- | ---- | ---------------- |
| «Devil’s Command»     | 2013 | Эдвин Эскобар    |
| «Gangsta»             | 2013 | Саманта Лекка    |
| «Happy and I Know It» | 2014 | X Marlon Santini |
| «The High»            | 2014 | Майкл Гарсиа     |
| «Crazy»               | 2014 | Рэнкин           |
| «My Garden»           | 2015 | Майкл Гарсия     |
| «I Think I’m In Love» | 2015 | Сэм Лекка        |
| «Run It Up»           | 2016 | Моника Чавес     |